# Антич, Иван

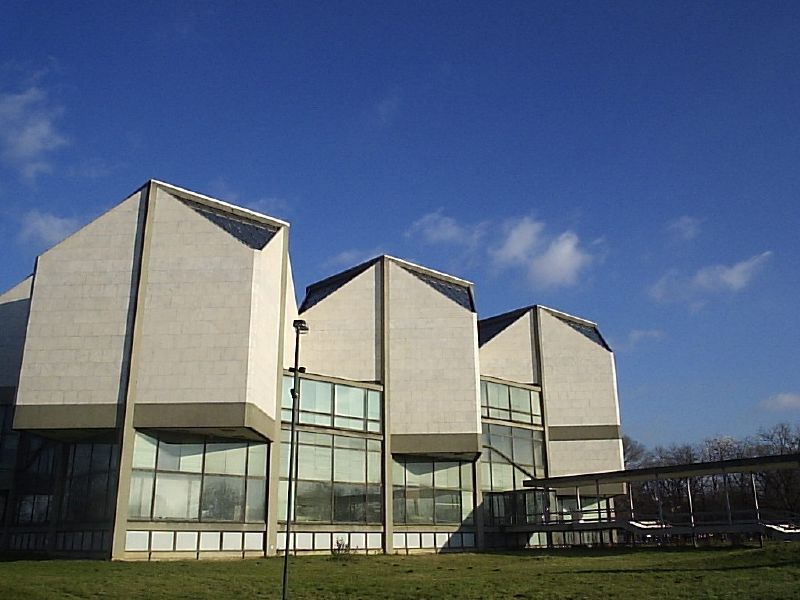
Музей современного искусства

Иван Антич (серб. Иван Антић; 1923—2005) — сербский архитектор и академик, считался одним из лучших послевоенных архитекторов бывшей Югославии. Он работал над несколькими проектами с архитектором Иванкой Распоповичем.

## Биография
Он учился в Белграде с 1945 года до его окончания в 1950 году. Во время учебы он работал в Министерстве транспорта, а с 1950 по 1953 год работал в «Офисе Югопроекта», где познакомился с такими людьми, как Станко Клиска и Войин Симеонович (оба известные архитекторы в бывшей Югославии), где он изучил практические навыки своей профессии. После 1957 года он начал разрабатывать свои собственные проекты, а затем поступил на архитектурный факультет Белградского университета сначала в качестве ассистента, а затем в качестве профессора. Он был членом Сербской академии (SANU), и его здания считаются шедеврами сербской современной архитектуры : они функциональны и эстетичны. Антич умер в Белграде в 2005 году.

## Архитектура
Некоторые из его известных работ:
- Музей современного искусства, Белград, Сербия (совместно с Иванкой Распоповичем)
- Спортивно-оздоровительный центр «25 мая», Белград, Сербия
- 21 октября Музей в Мемориальном парке Шумарице, Крагуевац, Сербия (совместно с Иванкой Распоповичем)